# Враблич, Игор
Игор Враблич (англ. Igor Vrablic; род. 19 июля 1965, Братислава) — канадский футболист словацкого происхождения, выступавший на позиции нападающего.

## Карьера

### Клубная
Выступал за американский клуб «Сан-Хосе Эртквейкс» в индор-футболе и обычном футболе, бельгийский «Серен» и греческий «Олимпиакос». В основном составе какого-либо клуба не закрепился, а в возрасте 21 года и вовсе вынужден был завершить карьеру после того, как был обвинён в организации договорных матчей.

### В сборной
Сыграл за основную сборную Канады 35 матчей и забил 12 голов. Участвовал в Олимпийских играх 1984 года: провёл за олимпийскую сборную 13 игр и забил два гола. С олимпийской сборной достиг стадии четвертьфинала олимпийского турнира в Лос-Анджелесе, с основной сборной сыграл на чемпионате мира 1986 года в Мексике; причём именно гол Враблича позволил канадцам квалифицироваться в финальную часть чемпионата мира.